# کلادیو ریسی
کلادیو ریسی (به اسپانیایی: Claudio Rissi‎؛ ۲۲ مهٔ ۱۹۵۶ – ۲ فوریهٔ ۲۰۲۴) بازیگر و کارگردان اهل آرژانتین بود.
از جمله  فیلم‌هایی که وی در آن‌ها نقش داشته‌است، می‌توان ناین کوئینز را نام برد.